# شهرستان بلانکو (تگزاس)
بلانکو (به انگلیسی: Blanco) شهرستانی در ایالت تگزاس است. در سرشماری سال ۲۰۱۰، جمعیت این شهرستان ۱۰٬۴۹۷ نفر اعلام شد. مرکز بلانکو شهر جانسون سیتی است. شهرستان بلانکو در سال ۱۸۵۸ تأسیس شد.

## جغرافیا
طبق اداره آمار آمریکا، این شهرستان مساحتی در حدود ۱٬۸۴۸ کیلومتر مربع دارد.

### شهرها
- جانسون سیتی
- بلانکو